# Jaime Guerra Piedra
Jaime Guerra Piedra (20 de enero de 1963-30 de mayo de 2018) fue un jinete mexicano que compitió en la modalidad de salto ecuestre. Ganó dos medallas en los Juegos Panamericanos, bronce en 1987 y plata en 1995.

## Palmarés internacional
| Juegos Panamericanos | Juegos Panamericanos          | Juegos Panamericanos | Juegos Panamericanos |
| Año                  | Lugar                         | Medalla              | Categoría            |
| -------------------- | ----------------------------- | -------------------- | -------------------- |
| 1987                 | Indianápolis (Estados Unidos) | Medalla de bronce    | Por equipos          |
| 1995                 | Mar del Plata (Argentina)     | Medalla de plata     | Por equipos          |